# Uniune dinastică

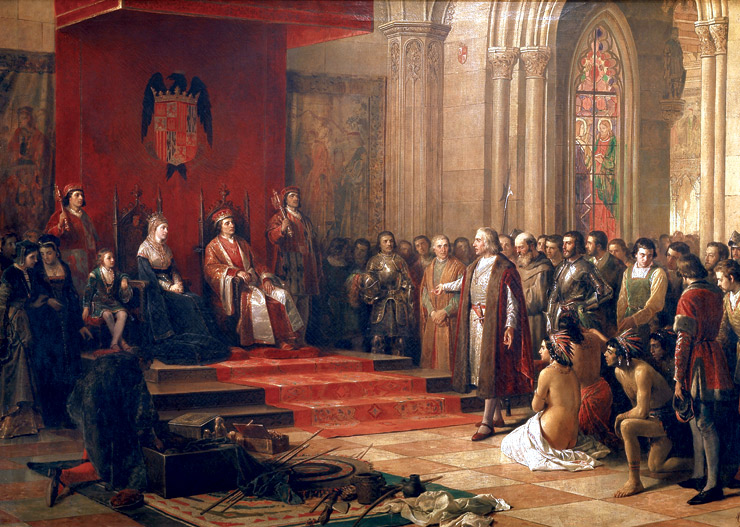
Monarhii catolici și Christopher Columb, 1493

O uniune dinastică este un tip de federație cu doar două state diferite care sunt guvernate sub aceeași dinastie, în timp ce granițele, legile și interesele lor rămân distincte.  Ea diferă de o uniune personală prin faptul că o uniunea personală înseamnă o conducere sub un singur monarh, dar o uniune dinastică necesită 2 monarhi. 

## Uniunea Regatului Aragon cu Regatul Navarrei
Odată cu asasinarea lui Sancho al IV-lea, Navarra fost invadată de verii acestuia, Alfonso al VI-lea din Castilia și Sancho V Ramirez din Aragon, acesta din urmă fiind numit rege în 1076, ceea ce a dus la mai mult de jumătate de secol (1076–1134) de control aragonez. 

## Uniunea Regatului Aragon cu Comitatul de Barcelona
Căsătoria contelui de Barcelona, Raymond Berengar al IV-lea al Barcelonei, cu viitoarea regină a Aragonului, Petronila I a Aragonului, care, în 1137, au format Coroana Aragonului. 

## Uniunea Coroanei Castiliei cu Coroana de Aragon
Căsătoria Isabellei I a Castiliei cu Ferdinand al II-lea de Aragon, în 1469, care au pus bazele regatului Spaniei. Aceștia nu s-au urcat pe tronurile respective până în 1474, respectiv 1479. 

## Uniunea Regatului Spaniei cu Regatul Portugaliei
Uniunea dinastică dintre Spania (uniunea dintre Coroanele Castilei și a Aragonului) și Portugalia (1580-1640), cunoscută sub numele de Uniunea Iberică de către istoricii moderni, sub dinastia Filipinilor. 

## Uniunea Marelui Ducat al Lituaniei cu Regatul Poloniei
Căsătoria lui Vladislav cu regina Hedvica a Poloniei în 1385, cunoscută și ca Uniunea de la Krewo. Această uniune a pus bazele unei eventuale formări a Uniunii statale polono-lituaniene. 

## Uniunea Regatului Franței cu Regatul Navarrei
În urma legii salice, Henric al III-lea, regele Navarei, membru al Casei de Bourbon, a fost moștenitorul tronului francez în 1589 în urma dispariției liniei dinastice masculine a Casei de Valois. Ambele case erau ramuri ale dinastiei Capetiene, casa conducătoare a regatului Franței încă din 987. 

## Uniunea Regatului Angliei cu Regatul Scoției
Când Elisabeta I a Angliei a murit în 1603, moștenitorul tronului englez a fost Regele James VI al Scoției. Cunoscută sub numele de Uniunea Coroanelor, această uniune dinastică a fost în vigoare din 1603 până în 1653 (când monarhia a fost desființată în mod oficial) și din nou din 1659 până când cele două națiuni s-au unit politic în 1707. 